# フィリップ・ゴリコフ
フィリップ・イワノヴィチ・ゴリコフ（ロシア語: Филипп Иванович Голиков, ラテン文字転写: Filipp Ivanovich Golikov, 1900年7月17日 - 1980年7月29日）は、ソ連の軍人。ソ連邦元帥。ソ連邦英雄。

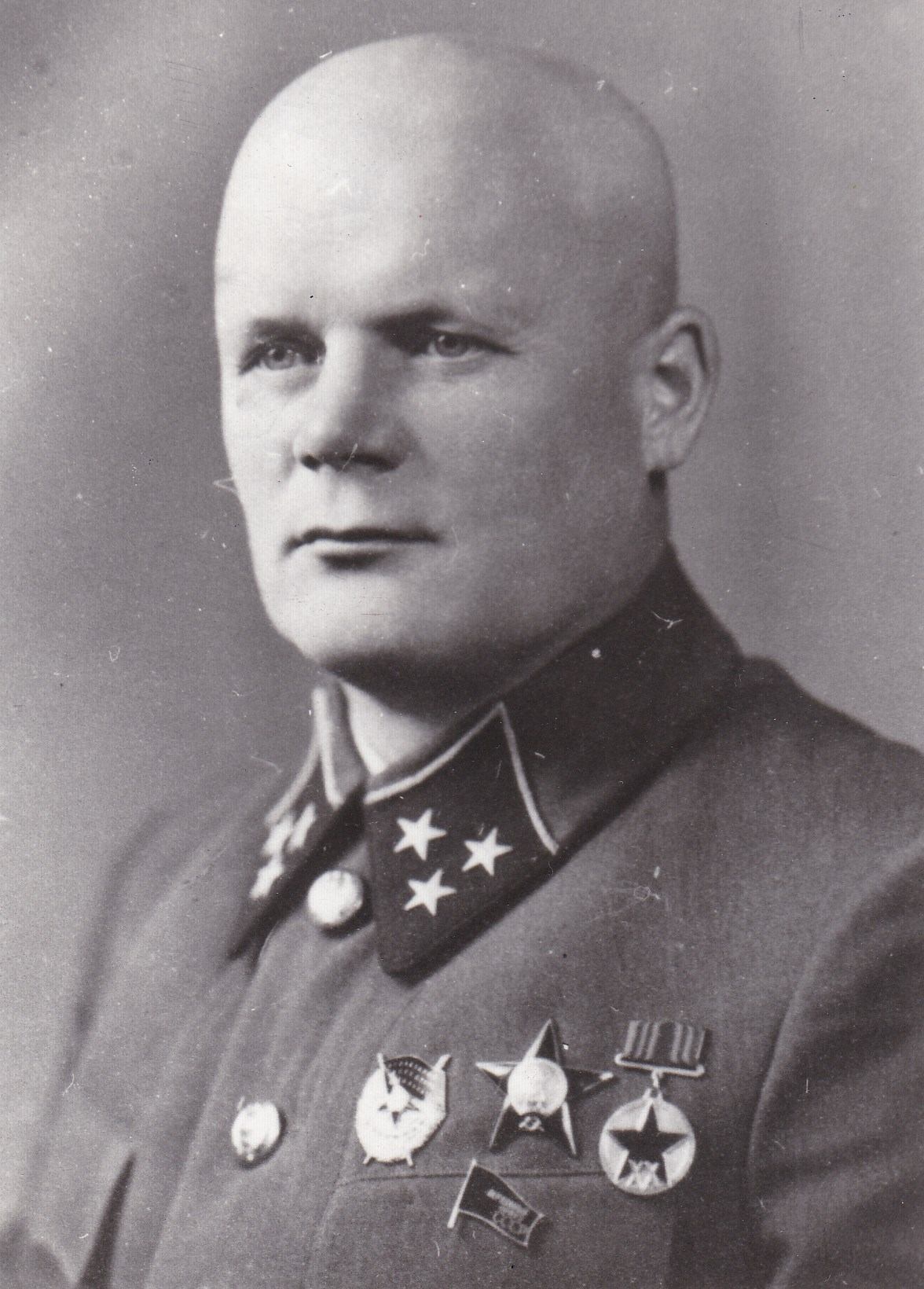
フィリップ・ゴリコフ

## 経歴
クルガン州ボリソヴォ村出身。1918年からソ連共産党員。1918年から赤軍に入隊し、ロシア内戦に従軍。1929年、高等指揮要員完全化課程を修了し、1931年に軍事学校、1933年にM.V.フルンゼ名称軍事アカデミーを卒業。
1939年、第6軍を指揮し、西ウクライナ（ポーランド）での作戦に参加。1940年6月、赤軍への階級制導入に伴い中将となり、赤軍参謀次長/情報局長。
独ソ戦勃発後、1941年10月から第10軍、1942年2月から第4打撃軍、1942年4月からブリャンスキー軍、1942年7月からヴォロネジ戦線を指揮。1942年8月～10月、第1親衛軍司令官、南東（スターリングラード）及び北西戦線の副司令官。1942年10月からヴォロネジ戦線司令官。ニキータ・フルシチョフの意見により戦線司令官職を解任され、1943年4月から人事総局長、1944年10月から復員問題担当ソ連人民委員会議全権代表。
終戦直後の経歴の詳細については不明だが、ある情報によれば、1949年～1950年の間、刑務所に収監されていたともいう。1956年～1958年、装甲戦車兵軍事アカデミー校長。1958年～1962年、ソ連軍・海軍政治総局長。1961年、ソ連邦元帥。1962年5月から、監察総局においてソ連国防省内の業務に移り、退役。1961年～1966年、ソ連共産党中央委員会委員。第1期、第4～第6期ソ連最高会議代議員。

## 表彰・受勲
レーニン勲章4個、十月革命勲章、赤旗勲章4個、1等スヴォーロフ勲章、1等クトゥーゾフ勲章、労働赤旗勲章、赤星勲章2個、3等「ソ連軍における祖国への奉仕に対する」勲章、外国の勲章7個を受章。ソ連邦英雄。